# Montlandon (Eure-et-Loir)
Pour les articles homonymes, voir Montlandon.
Montlandon est une commune française située dans le département d'Eure-et-Loir en région Centre-Val de Loire.

## Géographie

### Situation

Situation géographique
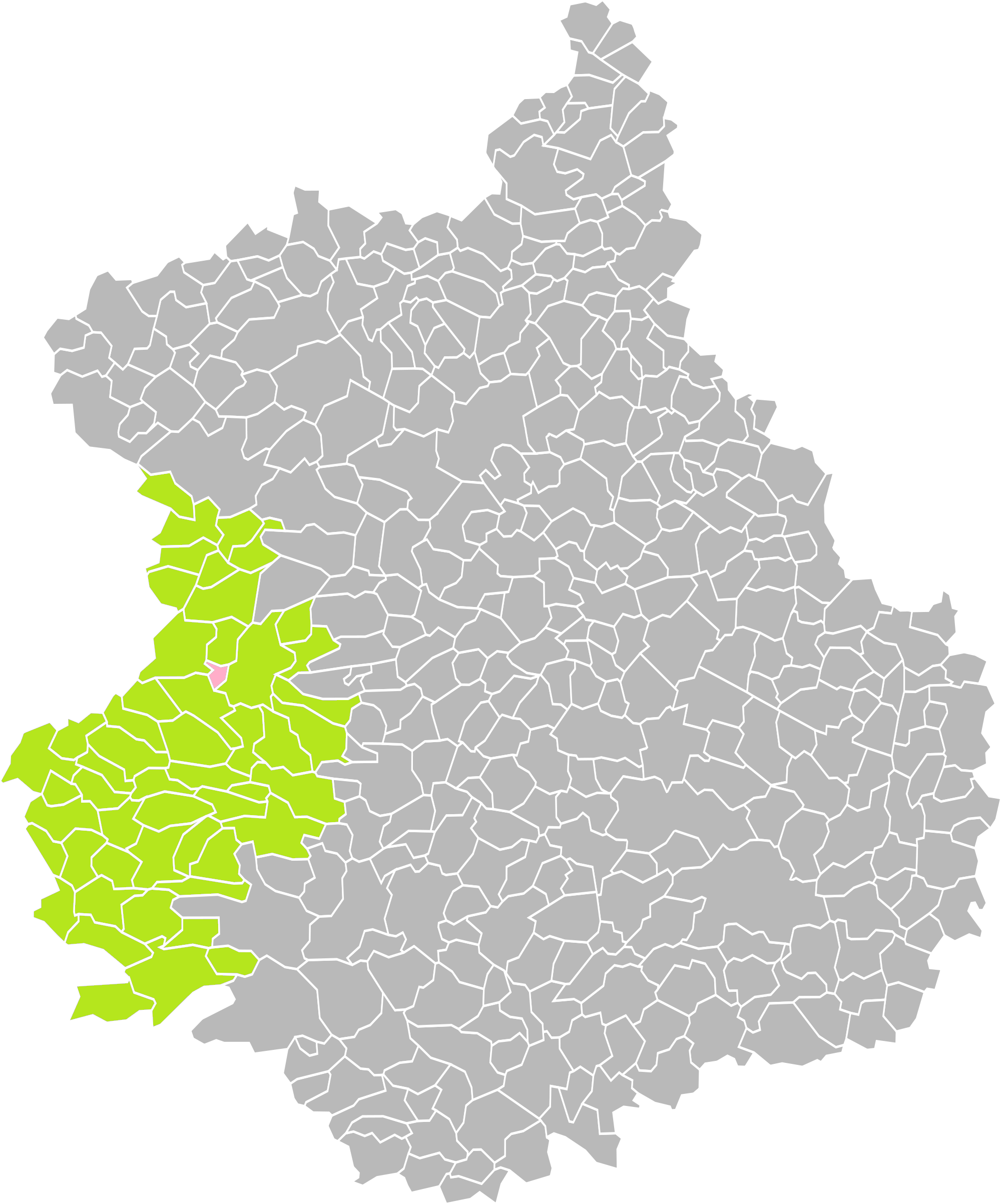
Montlandon dans son arrondissement.
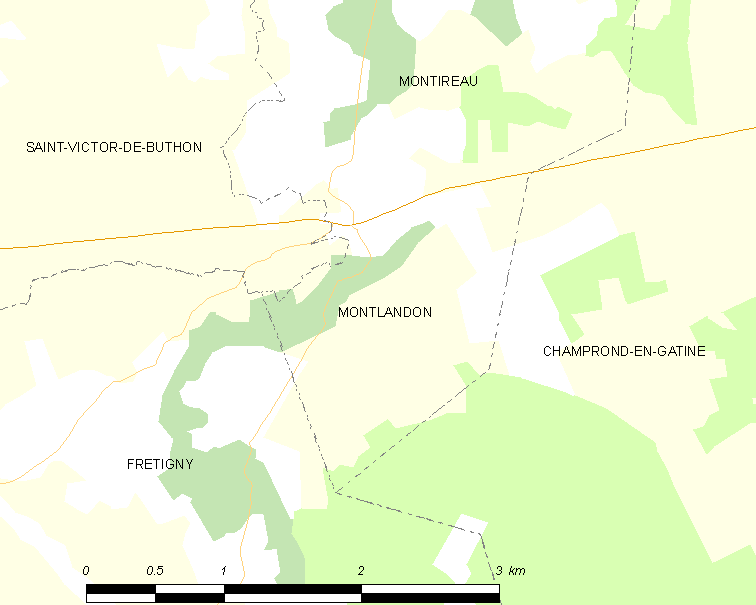
Carte de la commune de Montlandon.

### Communes limitrophes
| Saint-Victor-de-Buthon | Montireau  |                     |
|                        | Montlandon | Champrond-en-Gâtine |
| Frétigny               |            |                     |

### Hydrographie
Sur la commune se trouve le ruisseau des Noues, affluent de La Cloche, affluent en rive gauche de    l'Huisne, sous-affluent de la Loire par la Sarthe et la Maine. Ainsi que deux étangs et plusieurs sources.

### Climat
Pour des articles plus généraux, voir Climat du Centre-Val de Loire et Climat d'Eure-et-Loir.
En 2010, le climat de la commune est de type climat océanique dégradé des plaines du Centre et du Nord, selon une étude du CNRS s'appuyant sur une série de données couvrant la période 1971-2000. En 2020, Météo-France publie une typologie des climats de la France métropolitaine dans laquelle la commune est exposée à un climat océanique altéré et est dans la région climatique  Normandie (Cotentin, Orne), caractérisée par une pluviométrie relativement élevée (850 mm/a) et un été frais (15,5 °C) et venté. 
Pour la période 1971-2000, la température annuelle moyenne est de 9,8 °C, avec une amplitude thermique annuelle de 15 °C. Le cumul annuel moyen de précipitations est de 786 mm, avec 12,6 jours de précipitations en janvier et 8,1 jours en juillet. Pour la période 1991-2020, la température moyenne annuelle observée sur la station météorologique de Météo-France la plus proche, sur la commune de La Loupe à 9 km à vol d'oiseau, est de 11,0 °C et le cumul annuel moyen de précipitations est de 718,0 mm,. Pour l'avenir, les paramètres climatiques de la commune estimés pour 2050 selon différents scénarios d'émission de gaz à effet de serre sont consultables sur un site dédié publié par Météo-France en novembre 2022.

## Urbanisme

### Typologie
Au 1er janvier 2024, Montlandon est catégorisée commune rurale à habitat dispersé, selon la nouvelle grille communale de densité à 7 niveaux définie par l'Insee en 2022.
Elle est située hors unité urbaine et hors attraction des villes,.

### Occupation des sols
L'occupation des sols de la commune, telle qu'elle ressort de la base de données européenne d’occupation biophysique des sols Corine Land Cover (CLC), est marquée par l'importance des territoires agricoles (86,6 % en 2018), une proportion identique à celle de 1990 (86,6 %). La répartition détaillée en 2018 est la suivante : 
terres arables (57,3 %), prairies (16,5 %), forêts (13,4 %), zones agricoles hétérogènes (12,8 %). L'évolution de l’occupation des sols de la commune et de ses infrastructures peut être observée sur les différentes représentations cartographiques du territoire : la carte de Cassini (XVIIIe siècle), la carte d'état-major (1820-1866) et les cartes ou photos aériennes de l'IGN pour la période actuelle (1950 à aujourd'hui).

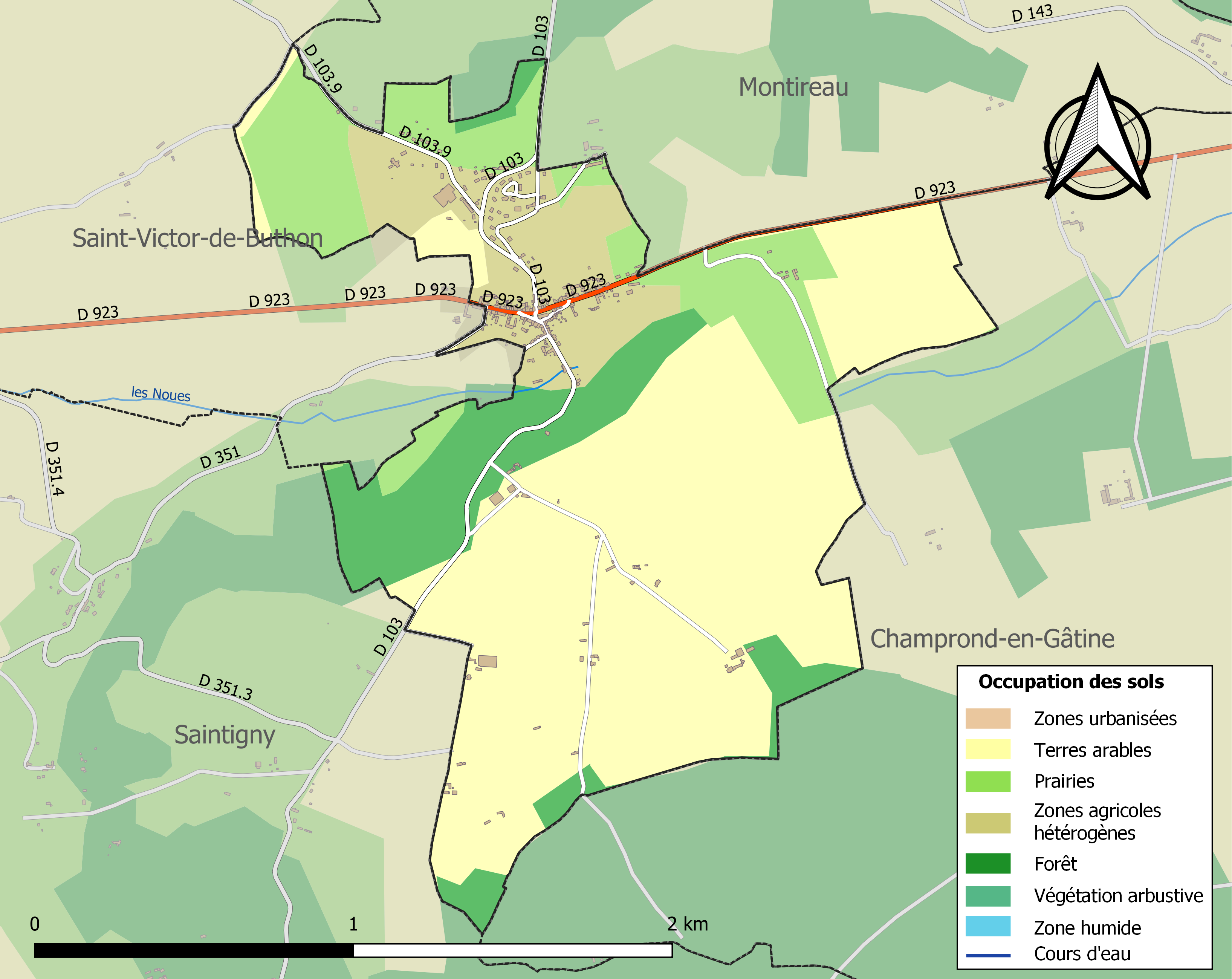
Carte des infrastructures et de l'occupation des sols de la commune en 2018 (CLC).

### Risques majeurs
Le territoire de la commune de Montlandon est vulnérable à différents aléas naturels : météorologiques (tempête, orage, neige, grand froid, canicule ou sécheresse), inondations, mouvements de terrains et séisme (sismicité très faible). Il est également exposé à un risque technologique, le transport de matières dangereuses. Un site publié par le BRGM permet d'évaluer simplement et rapidement les risques d'un bien localisé soit par son adresse soit par le numéro de sa parcelle.

#### Risques naturels
Certaines parties du territoire communal sont susceptibles d’être affectées par le risque d’inondation par débordement de cours d'eau, notamment La commune a été reconnue en état de catastrophe naturelle au titre des dommages causés par les inondations et coulées de boue survenues en 1999,.

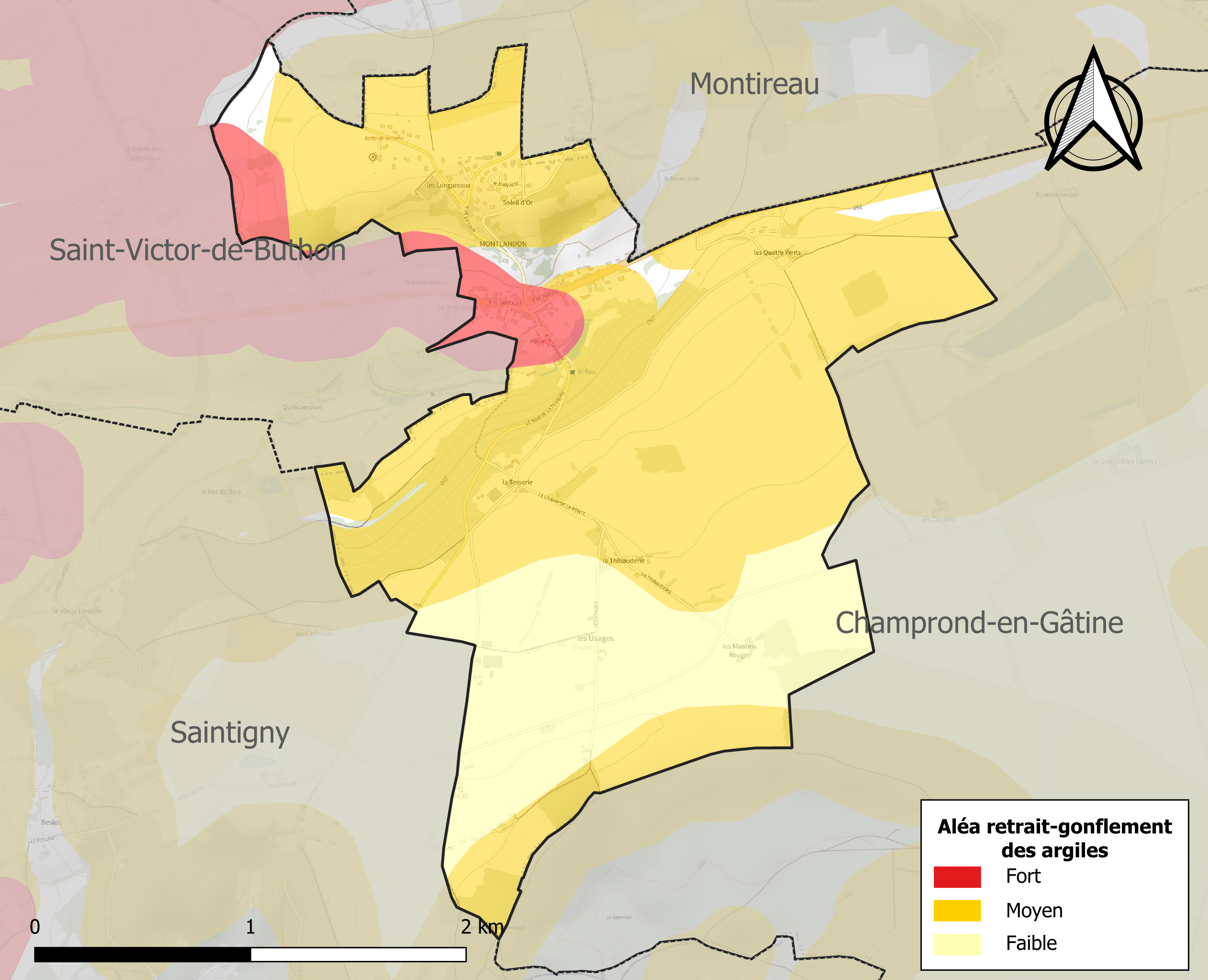
Carte des zones d'aléa retrait-gonflement des sols argileux de Montlandon.

Les mouvements de terrains susceptibles de se produire sur la commune sont des affaissements et effondrements liés aux cavités souterraines. L'inventaire national des cavités souterraines permet de localiser celles situées sur la commune.
Le retrait-gonflement des sols argileux est susceptible d'engendrer des dommages importants aux bâtiments en cas d’alternance de périodes de sécheresse et de pluie. 73,6 % de la superficie communale est en aléa moyen ou fort (52,8 % au niveau départemental et 48,5 % au niveau national). Sur les 154 bâtiments dénombrés sur la commune en 2019, 133 sont en aléa moyen ou fort, soit 86 %, à comparer aux 70 % au niveau départemental et 54 % au niveau national. Une cartographie de l'exposition du territoire national au retrait gonflement des sols argileux est disponible sur le site du BRGM,.
Concernant les mouvements de terrains, la commune a été reconnue en état de catastrophe naturelle au titre des dommages causés par des mouvements de terrain en 1999.

#### Risques technologiques
Le risque de transport de matières dangereuses sur la commune est lié à sa traversée par des infrastructures routières ou ferroviaires importantes ou la présence d'une canalisation de transport d'hydrocarbures. Un accident se produisant sur de telles infrastructures est en effet susceptible d’avoir des effets graves au bâti ou aux personnes jusqu’à 350 m, selon la nature du matériau transporté. Des dispositions d’urbanisme peuvent être préconisées en conséquence.

## Toponymie
Le nom de la localité est attesté sous les formes Mons Landonis en 1200 ; Molandon vers 1355 ; Monslandum en 1366 ; Monlandon en 1494 ; Monlendon vers 1500 ; Montlandon en 1740 ; Montlandon au XVIIIe siècle (Carte de Cassini) ; Montlaudon en 1793 ; Montlandon en 1801.
Mont, « colline, hauteur », et Landon, nom de personne d’origine germanique.

## Histoire
"Les aventuriers normands qui venaient de Scandinavie et du Danemark pillèrent le Perche, le comté de Chartres et le Dunois. Les ravagent furent tels qu'on n'entendait plus aboyer un seul chien dans tout le pays. La rive gauche de l'Huisne (Condé, La Férrière, Montlandon, Nogent) avait été littéralement saccagée. Pour la défendre contre de pareilles incursions, Thibault de Chartres qui était le comte de notre région, décida de confier au comte de Rotrou, le territoire de la Férrière, Montigny, Nonvilliers, Rivray et Montlandon".
- Au XIe -XIIe siècle[Quoi ?], Montlandon relevait du comte du Perche qui exerçait tous les pouvoirs : législatif, judiciaire, militaire et fiscal.

"De la baronnie de Nogent-le-Rotrou, dépendaient Rivray, Montigny, Montlandon, Nonvilliers, La Ferrière et plusieurs autres châtellenies."
- Au temps des guerres de religion, vers 1540, une des périodes les plus noires de l'histoire de France, le Perche fut envahi par des bandes de pillards.

"Les gens mouraient de faim par milliers. Le fléau, aggravé par une épidémie, dura 6 ans, et fit beaucoup de ravages. Le comté du Perche fut disloqué. Le château de Nogent fut cédé au duc de Vendôme. Les châtellenies de Rivray, la Férrière, Montlandon, Nonvilliers, Happonvilliers, Montigny et Rémalard, toutes mouvantes du comté du Perche, revinrent au prince de Condé, frère du duc de Vendôme".

## Politique et administration

### Liste des maires
| Période   | Période   | Identité          | Étiquette | Qualité                                                   |
| --------- | --------- | ----------------- | --------- | --------------------------------------------------------- |
| 1830      | 1841      | André Danican     |           |                                                           |
| 1841      | 1846      | Abraham Saintu    |           |                                                           |
| 1846      | 1848      | Étienne Lemarie   |           |                                                           |
| 1848      | 1855      | Abraham Saintu    |           |                                                           |
| 1855      | 1865      | Louis Vigan       |           |                                                           |
| 1865      | 1867      | François Brossard |           |                                                           |
| 1867      | 1874      | Gilles Saintu     |           |                                                           |
| 1874      | 1878      | Louis Saintu      |           |                                                           |
| 1878      | 1884      | Étienne Lemarie   |           |                                                           |
| 1884      | 1892      | Jacques Lesieur   |           |                                                           |
| 1892      | 1900      | Casimir Sursin    |           |                                                           |
| 1900      | 1904      | Léon Lesieur      |           |                                                           |
| 1904      | 1908      | Octave Fleury     |           |                                                           |
| 1908      | 1919      | Désiré Massot     |           |                                                           |
| 1919      | 1946      | Jules Gaillot     |           |                                                           |
| 1946      | 1953      | Félix Guyot       |           |                                                           |
| 1953      | 1983      | Jean Alix         |           |                                                           |
| 1983      | 1995      | Gérard GALLET     |           |                                                           |
| 1995      | mars 2008 | Ginette Adam      |           |                                                           |
| mars 2008 | En cours  | Francis Fezard,   |           | Employé civil ou agent de service de la fonction publique |

### Intercommunalité
Montlandon fait partie de la communauté de communes Terres de Perche.

### Jumelages
Montlandon (Haute-Marne) (France)
Au 1er janvier 2012, le village de Montlandon est jumelé avec le village de Montlandon (Haute-Marne), faisant partie de la commune de Haute-Amance.

## Population et société

### Démographie
L'évolution du nombre d'habitants est connue à travers les recensements de la population effectués dans la commune depuis 1793. Pour les communes de moins de 10 000 habitants, une enquête de recensement portant sur toute la population est réalisée tous les cinq ans, les populations de référence des années intermédiaires étant quant à elles estimées par interpolation ou extrapolation. Pour la commune, le premier recensement exhaustif entrant dans le cadre du nouveau dispositif a été réalisé en 2005.

En 2022, la commune comptait 254 habitants, en évolution de +4,1 % par rapport à 2016 (Eure-et-Loir : −0,23 %, France hors Mayotte : +2,11 %).
| 1793 | 1800 | 1806 | 1821 | 1831 | 1836 | 1841 | 1846 | 1851 |
| ---- | ---- | ---- | ---- | ---- | ---- | ---- | ---- | ---- |
| 371  | 325  | 405  | 423  | 530  | 575  | 548  | 600  | 565  |

| 1856 | 1861 | 1866 | 1872 | 1876 | 1881 | 1886 | 1891 | 1896 |
| ---- | ---- | ---- | ---- | ---- | ---- | ---- | ---- | ---- |
| 454  | 474  | 443  | 445  | 429  | 379  | 369  | 365  | 341  |

| 1901 | 1906 | 1911 | 1921 | 1926 | 1931 | 1936 | 1946 | 1954 |
| ---- | ---- | ---- | ---- | ---- | ---- | ---- | ---- | ---- |
| 303  | 291  | 286  | 267  | 263  | 216  | 201  | 232  | 198  |

| 1962 | 1968 | 1975 | 1982 | 1990 | 1999 | 2005 | 2006 | 2010 |
| ---- | ---- | ---- | ---- | ---- | ---- | ---- | ---- | ---- |
| 213  | 222  | 218  | 217  | 183  | 209  | 272  | 273  | 265  |

| 2015 | 2020 | 2022 | - | - | - | - | - | - |
| ---- | ---- | ---- | - | - | - | - | - | - |
| 247  | 258  | 254  | - | - | - | - | - | - |

### Enseignement
- École maternelle.

### Manifestations culturelles et festivités

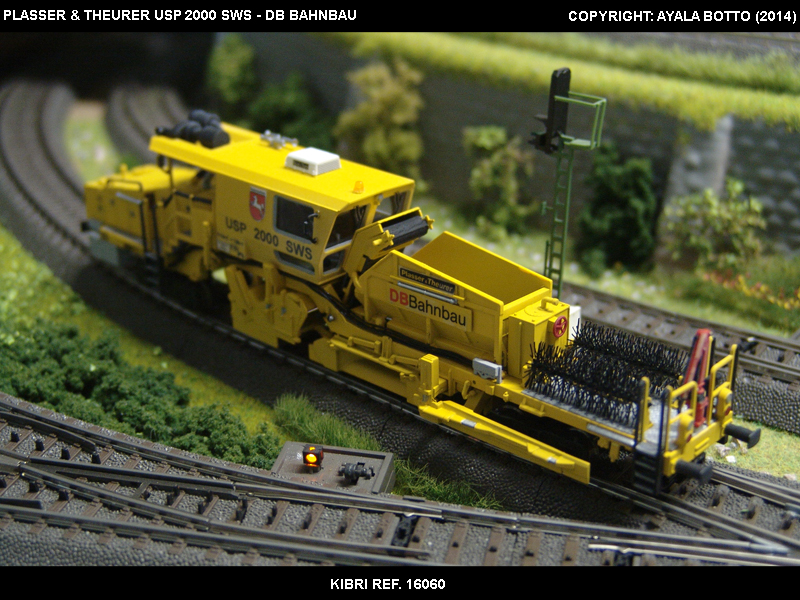
Modélisme ferroviaire.

- Exposition ferroviaire de Montlandon, organisée par l'association des Amis du Modélisme à Montlandon ;
- Exposition broderie au point compté, organisée par l'association Montlandon Passions ;
- Marché de Noël ;
- Loto pour la sauvegarde de l'église[30].

## Culture locale et patrimoine

### Lieux et monuments

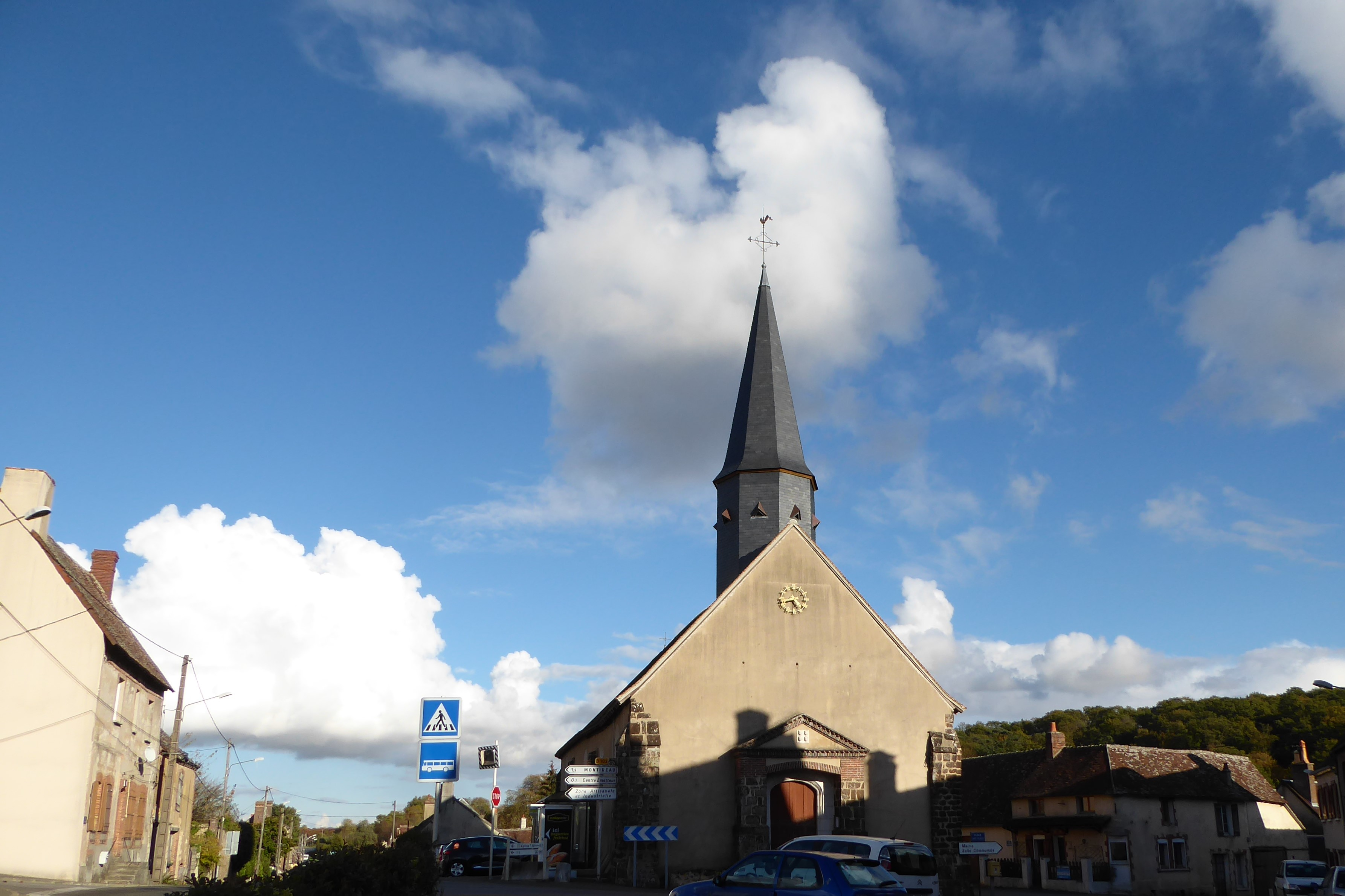
L'église Saint-Jacques.

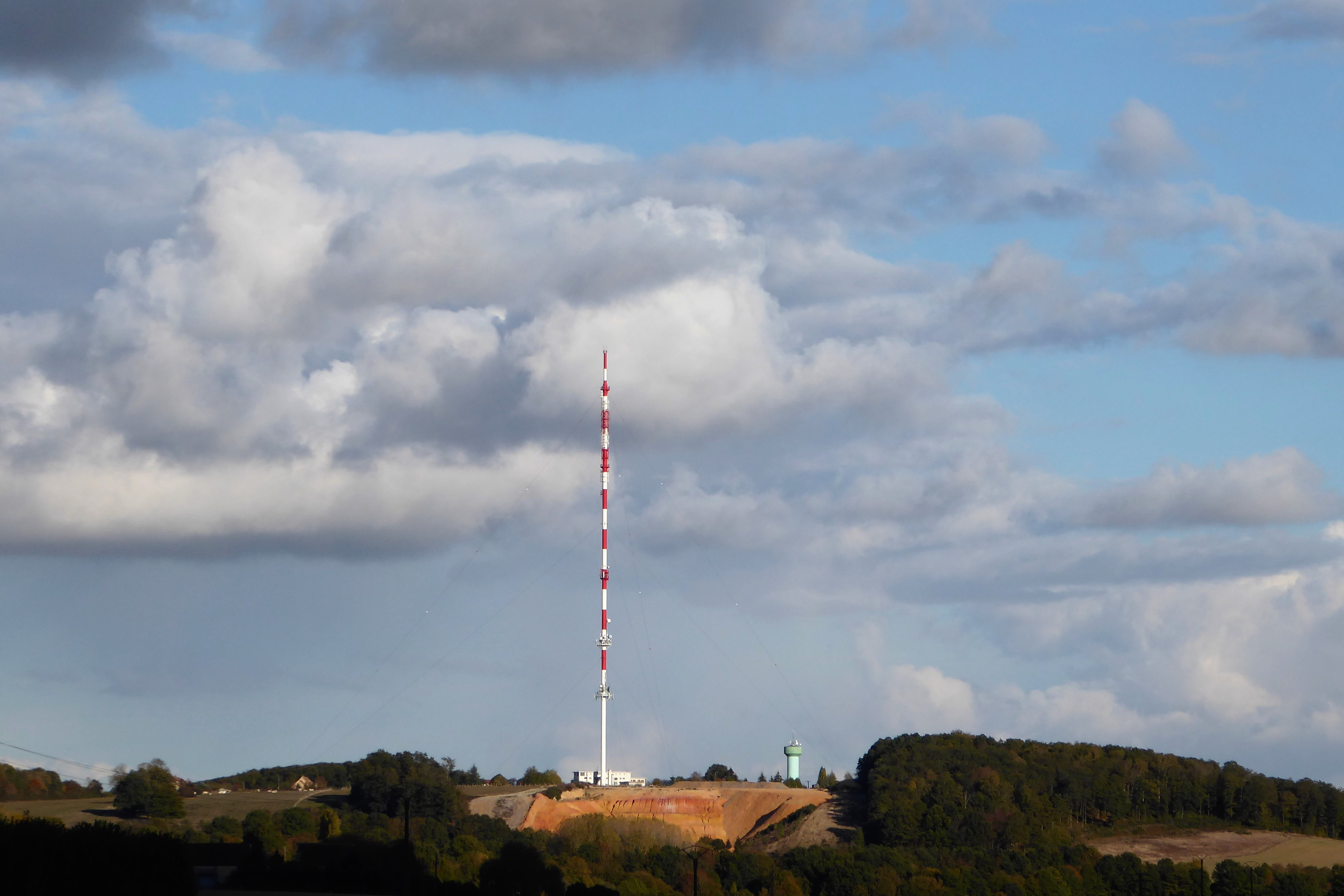
Le pylône émetteur et le château d'eau.

- L'église Saint-Jacques, construite au XIe siècle, était autrefois entourée d'un cimetière. Sur l'église à un seul croisillon, s'élevait un clocher plus haut qu'aujourd'hui. En 1766, ainsi que le constate une inscription, il ne restait plus que les murs du monument. L'église fut refaite à neuf à cette époque et le clocher rétabli. Charpente inversée encore visible aujourd'hui[30].
- Tour de garde, construite au début du XIe ;
- Ancien relais de poste ;
- Ancienne gare Frétigny - Montlandon de la ligne de Brou à La Loupe ;
- Ancienne gendarmerie ;
- Lavoir ;
- Émetteur radio FM et télévision. Hauteur du pylône : 200 mètres.

Au niveau FM, l'émetteur de Chartres-Montlandon a la particularité de n'avoir que trois émetteurs pour France Inter (94.6), France Culture (98.1), France Musique (89.7) et donc aucun émetteur pour France Bleu.

### Personnalités liées à la commune

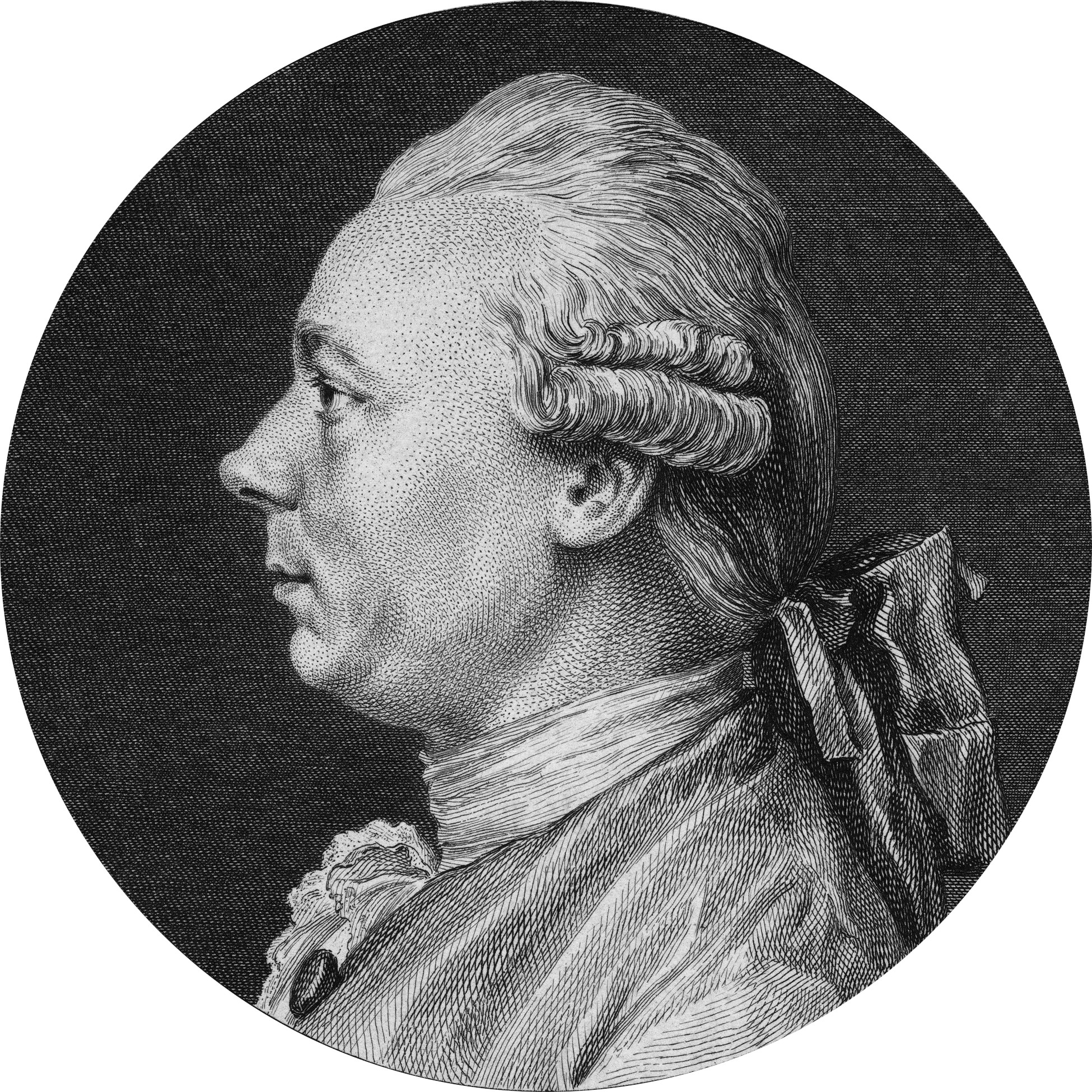
Francois-Andre Danican Philidor, compositeur et joueur d'échecs français.

- Famille Philidor, nom d'emprunt d'une famille de musiciens français, les Danican, sans doute d'origine écossaise. Son représentant le plus connu est François-André Danican Philidor.